# Palpomyia flexidigita
Palpomyia flexidigita är en tvåvingeart som beskrevs av Sinha, Das Gupta och Chaudhuri 2003. Palpomyia flexidigita ingår i släktet Palpomyia och familjen svidknott.
Artens utbredningsområde är Västbengalen (Indien). Inga underarter finns listade i Catalogue of Life.